# جامعة رايت ستيت
جامعة رايت ستيت (بالإنجليزية: Wright State University)‏ هي جامعة بحثية عامة تقع بالقرب من قاعدة رايت باترسون الجوية في ضواحي دايتون، أوهايو بالولايات المتحدة الأمريكية. وتعمل باعتبارها فرعا لجامعة ولاية أوهايو وجامعة ميامي، وقد أصبح رايت مستقلة في عام 1967. وقد تم اختيار اسمها تكريما لرواد الطيران الأخوان رايت، الذين كانوا مقيمين في المنطقة.